# Тлеуова, Кымбат Рамазановна
Кымбат Рамазановна Тлеуова (22 июля 1958; Келлеровский район, Северо-Казахстанская область, Казахская ССР) — советская и казахская актриса кино и театра, театральный педагог. Заслуженный деятель Республики Казахстан (2003). Проректор по воспитательной работе и доцент Кафедра актерского искусства и режиссуры Казахский национальный университет искусств.

## Биография
- Кымбат Рамазановна Тлеуова родилась 22 июля 1958; Келлеровский район, Северо-Казахстанская область.
- Отец – Тлеуов Рамазан работал председателем райпотребсоюза.
- Мать – Гельманова Саруар работала педагогом, мастером-швеей.
- В 1982 году Окончила актерский факультет Государственного института театрального искусства им. А.В. Луначарского (ГИТИС) (Москва, 1982), «актриса драматического театра и кино».
- Учителя: Народный артист РСФСР, профессор. Дудин В. Ф., профессор. Дешко Н.Г., профессор. Домрачева Л.Н., Народный артист РСФСР, профессор. Павлов Д.С..
- С 1982 по 2001 гг. актриса Казахский государственный академический театр драмы имени М. О. Ауэзова
- С 2001 по 2003 гг. актриса Республиканского немецкого драматического театра
- в настоящие время Проректор по воспитательной работе и доцент Кафедра актерского искусства и режиссуры Казахский национальный университет искусств
- Личная жизнь
- Замужем. Супруг — Ерик Жолжаксынов (г.1959), заслуженный артист РК, кавалер ордена «Парасат»
- Сын — Мадияр, женился 8 августа 2015 года. 2016 году у Мадияра Жолжаксынова и у его супруги Айнур родился сын, внук актрисы Рамзан (род.10.05.2016).
- Дочери — Хорлан и Айханум.

## Театральный работы
- Основные роли на сцене Казахский государственный академический театр драмы имени М. О. Ауэзова: М.Ауезов «Абай» (Магыш), Т.Бранд «Здравствуйте, я ваша тетя!» (Элла Деллей),  Ч.Айтматов «Белый пароход» (Мальчик), М.Ауезов «Айман-Шолпан» (Айман), У.Шекспир «Укрощение строптивой» (Бьянка), А.Кекилбаев «Абылай хан» (Топыш), К.Искаков, А.Тарази «Алатау сынды алыбым» (Нуриля – лучшая главная женская роль на фестивале «Театральная весна-97»), А.Какаджан «Каин – сын Адама» (Эда),  М.Жумабаев «Шолпанның күнәсі»  (Шолпан – лучшая главная женская роль на фестивале «Театральная весна-99»), Г. Гауптман «Перед заходом солнца» (Беттина), С.Муканов «Светлая любовь» (Батес), Ибсен «Кукольный дом» (Нора – лучшая главная женская роль на фестивале «Театральная весна-2002»), Б. Мұқай «Кавалеры» (Сайра), Д. Исабеков «Актриса» (Айгуль – фестиваль «Театральная весна - 2007»),  У.Шекспир «Гамлет» (Гертруда), М.Ауезов «Абай» (Каныкей – лучшая женская роль второго плана на фестивале «Театральная весна -2011»), Д.Кобурн «Игра в джин» (Фонсия Дорси – лучшая главная женская роль на фестивале «Театральная весна-2012», лучшая главная женская роль на фестивале «Откровение-2013») и др. (всего более 50 ролей)

## Работы в кино
- К/к «Возвращение Ольмеса» (реж. И.Квирикадзе) - Зоя Дулатовна; к/ф «Потерянный рай» (реж. М.Конуров)  -  Жібек; к/к «Кочевники» (реж. И.Пассер, Т.Теменов, С.Бодров) – жена Абулхаира; к/ф «Біржан-сал» (реж.Д.Жолжаксынов, Р.Альпиев) - Ақкөбек; телесериал «Болашақ» (реж. С.Танирбергенов) - Ажар Бектасовна; телесериал « Жаным-2» - Фарида; телесериал «Прямой эфир» (реж. К.Мустафин) -  директор телевидения; и др.

## Награды и звания
- 2003 — Присвоено почетное звание «Заслуженный деятель Республики Казахстан» (за заслуги в области казахского театрального и киноискусства) (08.12.2003)[1]
- Многократный призер традиционного театрального фестиваля «Театральная весна»